# Ladigesia roloffi
Ladigesia roloffi är en fiskart som beskrevs av Géry, 1968. Ladigesia roloffi ingår i släktet Ladigesia och familjen Alestidae. IUCN kategoriserar arten globalt som starkt hotad. Inga underarter finns listade i Catalogue of Life.